# Anthony Crosland
Charles Anthony Raven Crosland, né à St Leonards-on-Sea le 29 août 1918 et mort le 19 février 1977, est un homme politique britannique, membre du Parti travailliste.

## Biographie

### Jeunesse
Crosland naît à St Leonards-on-Sea dans le Sussex. Son père, Joseph Beardsall Crosland, était un officier supérieur du Bureau de la Guerre et sa mère Jessie Raven est professeure d'ancien français à Westfield College. Ses deux parents étaient membres des assemblées de Frères. Son grand-père maternel était Frederick Edward Raven (1837–1903), fondateur des Exclusive Brethren, une branche des assemblées de Frères, et secrétaire du Royal Naval College (en) de Greenwich. Il grandit dans le nord de Londres et effectue sa scolarité à la Highgate School avant d'entrer au Trinity College d'Oxford. Après être sorti avec les honneurs de deuxième classe en Classical Moderations (en) en littérature grecque et latine, Crosland sert comme parachutiste en Europe durant la Seconde Guerre mondiale, à partir de 1940, et atteint le rang de capitaine.

### Entrée en politique: membre du Parlement
Il fait son entrée au parlement en 1950 et est ministre dans quatre gouvernements travaillistes consécutifs entre 1964 et 1970.

### Fonctions gouvernementales
Puis, lors du retour de son parti au pouvoir en 1974, il est nommé Secrétaire d’État pour l’Environnement avant d’être nommé par le premier ministre James Callaghan au poste des Affaires étrangères en avril 1976.
Le 1er janvier 1977, il prend la présidence tournante du Conseil des Communautés européennes.

### Décès
Crosland et sa femme achetèrent un moulin reconverti à Adderbury dans l'Oxfordshire en 1975 tout en gardant leur maison à Lansdowne Road dans le quartier londonien de Notting Hill. Il souffrit, à Adderbury, d'une importante hémorragie cérébrale dans l'après-midi du 13 février 1977 alors qu'il travaillait sur des papiers liés à la situation en Rhodésie. Ce soir là, Crosland souhaitait travailler sur un discours de politique étrangère sur la détente. Le discours fut par la suite donné par son successeur, David Owen, à la Diplomatic Writers Association le 3 mars 1977.
Tony Crosland, transporté à la Radcliffe Infirmary d'Oxford, y mourut le 19 février 1977 après un coma de six jours. Le 4 mars 1977, ses cendres furent dispersées en mer près de Grimsby.
Ses papiers sont conservés à la London School of Economics.